# Étienne V de Salmast
Étienne V de Salmast ou Stepannos V Salmastec‘i (en arménien Ստեփանոս Ե Սալմոստեցի ; mort en 1566) est Catholicos de l'Église apostolique arménienne de 1544 à 1566.

## Biographie
Né dans la ville de Salmast, non loin du lac d'Ourmia, on le surnomme également « Kosdantnoubolsetsi » car il a été élevé à Constantinople.
Il devient en 1540 le coadjuteur du Catholicos Grégoire XI de Byzance (1537-1542) et lui succède à sa mort deux ans plus tard. À cette époque, l’Arménie est devenue le champ clos où s’affrontent les armées des sultans ottomans et des Chahs séfévides. Le pays est pillé par les deux parties et la population capturée et emmenée en esclavage. L’ampleur des dévastations incite le Catholicos à convoquer en 1547 une assemblée secrète de clercs et de laïcs à Etchmiadzin, qui décide de l'envoi du Catholicos en mission en Europe. La gestion de son siège revient pendant ce temps à son 1er coadjuteur, Michel Ier de Sivas. En effet du fait des difficultés de l'époque, Étienne V de Salmast avait dû s'adjoindre quatre coadjuteurs : Michel Ier de Sivas en 1542, Basile ou Barsegh III en 1549, Grégoire XII en 1552 et Aristakès IV en 1555.
Étienne V se rend d'abord à Constantinople auprès du patriarche arménien Astavatzatour Ier (1537-1550). Il fait ensuite étape à Venise puis se rend à Rome auprès du Pape Jules III ; en 1550, année jubilaire, il y proclame l'union de l'Église arménienne à l'Église catholique, à la condition expresse qu'une action soit entreprise en faveur des Arméniens. Il rencontre ensuite Charles Quint à Vienne et Sigismond III à Lvov, puis passe en Russie avant de revenir par la Crimée à Etchmiadzin. Sa mission n'a abouti à aucun résultat concret.
Il meurt peu après, en 1566, et son coadjuteur Michel Ier lui succède.